# Museu Municipal Carlos Reis
O Museu Municipal Carlos Reis é um museu localizado em Torres Novas. Aqui, os visitantes podem ver e entender a história viva das civilizações e culturas que no decorrer de milhares de anos habitaram e exploraram os recursos que encontraram na região de Torres Novas.

## História
Em 1933, o museu foi fundado por Gustavo Pinto Lopes, e em 1942 foi-lhe atribuído o nome do grande pintor torrejano Carlos Reis.

## Acervo
Nos seus objectos de arte expostos podemos observar materiais respeitantes à Pré-História, à Romanização, à Idade Média, à Arte-Sacra e ao traje, tal como uma completa exposição de quadros de Carlos Reis, João Reis, Maria Nery, Artur Bual e José Malhoa, entre outros grandes pintores portugueses.

## Núcleos
Atualmente o Museu é composto por 4 núcleos, todos eles visitáveis de modo independente e que espelham a diversidade do património de Torres Novas.
- Núcleo de Arqueologia Cerca da Vila - Localiza-se no antigo Prédio Alvarenga, junto à muralha Fernandina.[5]
- Villa Cardílio - Ruínas Romanas localizadas a 3 km do centro histórico.
- Centro Humberto Delgado - Também conhecido por CHUDE, está localizado na casa onde nasceu Humberto Delgado, freguesia da Brogueira.[6]
- Central do Caldeirão - Núcleo Museológico da Central Hidroelétrica do Caldeirão Caldeirão. Este núcleo inclui também os moinhos e lagares anteriores à central Hidroelectrica.[7]

## Ligações Externas
- Site do Museu Municipal Carlos Reis